# Bagnasco
Bagnolo Piemonte là một đô thị tại tỉnh Cuneo trong vùng Piedmont của Italia, vị trí cách khoảng 45 km về phía tây nam của Torino và khoảng 45 km về phía tây bắc của Cuneo.
Bagnolo Piemonte giáp các đô thị: Barge, Bibiana, Cavour, Crissolo, Luserna San Giovanni, Ostana, Roràvà Villar Pellice.